# Helmut Janatsch
Helmut Ludwig Franz Janatsch (* 12. Oktober 1918 in Braunau am Inn als Helmut Ludwig Franz Janács; † 24. November 1989 in Salzburg) war ein österreichischer Kammerschauspieler.

## Leben
Helmut Janatsch wurde am 12. Oktober 1918 als Sohn von Ludwig Janács, Leutnant-Rechnungsführer in der Reserve und Fabriksbesitzer in Linz (* 24. Juni 1884), und dessen Frau Hilda (geborene Danner; * 8. Mai 1888) in Braunau am Inn geboren und am 21. Oktober 1918 auf den Namen Helmut Ludwig Franz getauft. Seine Eltern hatten am 28. Mai 1917 geheiratet.
Janatsch besuchte nach dem Abitur die Hochschule für Welthandel und (von 1938 bis 1941) das Reinhardt-Seminar; beides in Wien. Gesangsunterricht erhielt er bei Z. Kestranek. Seine erste Rolle wurde 1942 der Claudio in Shakespeares Viel Lärm um nichts. Im selben Jahr verpflichtete ihn das Theater in der Josefstadt im Fach „Jugendlicher Liebhaber“, ehe er 1944 eingezogen wurde.
1945/1946 arbeitete er am Salzburger Landestheater, dann an der Wiener Kleinkunstbühne Die Insel, ab 1950 am Burgtheater in Wien. Seine bekanntesten frühen Bühnenrollen wurden der Michael in Sophienlund, der Don Karlos im gleichnamigen Schiller-Stück, der Ferdinand in Kabale und Liebe, der Gaston in Jean Anouilhs Der Reisende ohne Gepäck, der Napoleon in George Bernard Shaws Der Mann des Schicksals und der Georg Millner in Rainer Maria Rilkes Das tägliche Leben.
Seit seiner Mitwirkung mit einer kleinen Nebenrolle eines Reiteroffiziers in Walter Kolm-Veltées Beethoven-Film Eroica trat Janatsch auch in Kinofilmen auf. Janatsch war auch bekannt für seine Arbeit im Hörfunk, wo er als Autor literarische Dramatisierungen für den Hörfunk schuf.

## Filmografie
- 1949: Eroica
- 1950: Kind der Donau
- 1951: Die Minderjährigen (Asphalt)
- 1952: Nicht die Zeit für Blumen (No Time for Flowers)
- 1957: Ich hab’ mich so an Dich gewöhnt
- 1961: Bridge mit Onkel Tom (TV)
- 1961: Geheime Wege (The Secret Ways)
- 1961: Jedermann
- 1962: Der Himmel kann warten (TV)
- 1963: Flucht der weißen Hengste (Miracle Of The White Stallions)
- 1983: Wagner – Das Leben und Werk Richard Wagners
- 1984: Weltuntergang
- 1985: Red Heat – Unschuld hinter Gittern
- 1985: Tatort: Des Glückes Rohstoff
- 1987: Der Schatz des Kaisers
- 1988: Der Zug

## Hörspiele (Auswahl)
- 1955: Thomas Mann: Fiorenza – Bearbeitung und Regie: Ernst Schönwiese
- 1955: Terence Rattigan: Das Abschiedsgeschenk – Regie: Nicht angegeben
- 1960: Stefan Zweig: Die Augen des ewigen Bruders – Regie: Hans Conrad Fischer
- 1961: Ferdinand Raimund: Der Bauer als Millionär – Regie:	Rudolf Steinboeck
  - Mitschnitt der Festspielaufführung in der Salzburger Felsenreitschule aus dem Jahr 1961.
- 1962: Louis Gaulis: Kapitän Karagöz – Bearbeitung und Regie: Curt Goetz-Pflug
- 1965: Arthur Schnitzler: Sterben – Bearbeitung und Regie: Klaus Gmeiner
- 1966: Joseph Conrad: Die letzte Fahrt der Sofala – Regie:	Herbert Fuchs
- 1966: Juliane Windhager: Bahnhof ohne Namen – Regie: Ernst Schönwiese
- 1967: Hellmut Butterweck: Das Wunder von Wien – Regie: Heinz Hostnig
- 1969: Jean-Paul Sartre: Mauer (Geschichte aus dem Spanischen Bürgerkrieg) – Regie: Robert Casapiccola
- 1973: Michael Scharang: Anschlag – Regie:	Claus Villinger
- 1978: Franz Hrastnik: Tod in Triest – Regie: Ferry Bauer
- 1981: Richard Hughes: Gefahr – Regie: Johannes Twaroch
- 1981: Robert Thomas: Der zweite Schuß – Bearbeitung und Regie: Peter Fröhlich
- 1981: Rudolf Brunngraber, Günter Eich: Radium – Regie: Heinz Hostnig
- 1983: Erich Hackl: Durch die Wüste – Regie: Helmut Froschauer
- 1983: Eugène Ionesco: Die Nashörner – Bearbeitung und Regie: Vintilă Ivănceanu
- 1984: Otto Brusatti: Die letzten Stunden der Menschheit oder Ein schöner Sonntag – Regie: Otto Brusatti
- 1987: E. T. A. Hoffmann: Das Fräulein von Scuderi – Regie: Christian Lichtenberg
- 1987: Arthur Schnitzler: Der einsame Weg – Bearbeitung und Regie: Klaus Gmeiner